# Чорний парк
Чорний парк (Парк імені Степана Бандери) — парк-пам'ятка садово-паркового мистецтва місцевого значення в Україні. Розташований у місті Кам'янка-Бузька Львівської області, при вул. Незалежності. 
Площа 1,74 га. Статус надано згідно з рішенням виконкому Львівської обласної ради від 9 жовтня 1984 року № 495. 
Статус надано для збереження невеликого парку, закладеного в центральній частині міста Кам'янка-Бузька.